# Округ Кејп Џирардо (Мисури)
Кејп Џирардо (енгл. Cape Girardeau County) је округ у америчкој савезној држави Мисури.

## Демографија
По попису из 2010. године број становника је 75.674, што је 6.981 (10,2%) становника више него 2000. године.
| Група             | 2000.          | 2010.          |
| Белци             | 62.926 (91,6%) | 66.532 (87,9%) |
| Афроамериканци    | 3.624 (5,3%)   | 5.330 (7,0%)   |
| Азијати           | 515 (0,7%)     | 898 (1,2%)     |
| Хиспаноамериканци | 624 (0,9%)     | 1.476 (2,0%)   |
| Укупно            | 68.693         | 75.674         |